# Bläulingswiese am Wasserwerk Tolkewitz

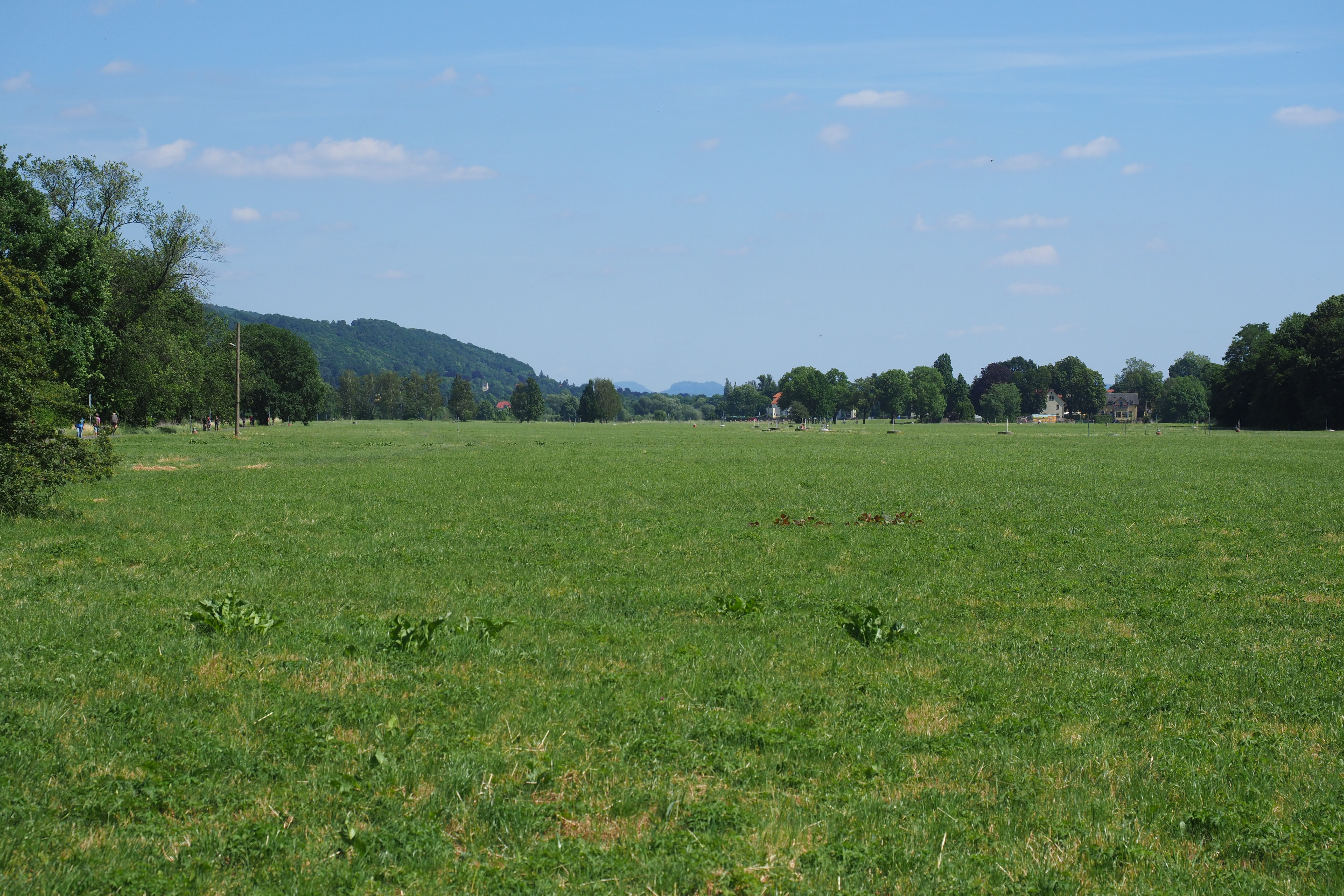
Bläulingswiese Tolkewitz

Die Bläulingswiese am Wasserwerk Tolkewitz ist ein Flächennaturdenkmal (ND 113) im Dresdner Stadtteil Tolkewitz.

## Lage
Die Bläulingswiese Tolkewitz befindet sich im Bereich der Elbwiesen nördlich des Tolkewitzer Wasserwerks. Das Naturdenkmal ist Bestandteil des Landschaftsschutzgebiets „Dresdner Elbwiesen und -altarme“ sowie des Fauna-Flora-Habitats bzw. der Special Protection Area „Elbtal zwischen Schöna und Mühlberg“.

## Beschreibung
Die Bläulingswiese ist eine 4,93 Hektar große Glatthaferwiese im Bereich der Wasserfassung des Wasserkraftwerks Tolkewitz am orographisch linken Elbufer. Das Gelände gilt als repräsentativ für die dortigen Elbwiesen auf schluffig-sandigen Auenböden und steht seit 2012 als Flächennaturdenkmal unter Schutz. Namensgebend und einer der Hauptschutzzwecke ist ein Vorkommen des europaweit als gefährdet geltenden Dunklen Wiesenknopf-Ameisenbläulings, der die Wiese als Nahrungs- und Vermehrungsstätte nutzt.
In der Schutzverordnung gesondert ausgewiesen ist zudem ein „reich strukturierter Trittstein im Biotopverbund an der Elbe“.